# Ининтимей
Ининтимей (Тиберий Юлий Ининтимей Филоцезар Филоромей Эвсеб; др.-греч. Τιβέριος Ἰούλιος Ἰνινθίμηος Φιλόκαισαρ Φιλορώμαιος Eὐσεβής; умер в 240/242) — царь Боспора в 235—240/242 годах.

## Биография
Ининтимей, младший сын боспорского царя Котиса III, происходил из династии Тибериев Юлиев. После смерти отца и среднего брата Рескупорида IV (возможно, тот был убит) в 235 году Ининтимей стал новым царем Боспора и тавроскифов. Учитывая сложное положение, довольно быстро прекратил чеканку золотых монет, перейдя на серебряные и бронзовые с изображением Афродиты-Урании или Астарты. Согласно данным 2007 года, кроме единичных находок, восемь боспорских кладов содержат статеры Ининтимея (в том числе, например, Керченский клад 1988 года).
С самого начала правления Ининтимей вынужден был вести ожесточенные войны с аланскими кочевыми объединениями, которые атаковали Крымской полуостров. Одновременно те были атакованы какими-то варварскими народами: одним из поздних сарматских племён или германцами (вероятно, готами). Возможно, Ининтимей женился на готской принцессе для сдерживания врага. Согласно археологическим исследованиям, во времена Ининтимея были возведены новые оборонительные сооружения вокруг Танаиса.
В этих войнах с варварами Ининтимей, несмотря на все военно-дипломатические попытки, терпел поражения. В 239 году был захвачен и уничтожен важный город Горгиппия. Между 238 и 240 годами войска Боспора потерпели сокрушительное поражение от аланов, которые захватили степную часть Крыма и разорили Неаполь Скифский. Вероятно, во время этой битвы погиб или умер где-то между 240 и 242 годами и сам Ининтимей.
Власть унаследовал Рескупорид V, которого разные исследователи считают сыном или племянником Ининтимея.

## Тамга Ининтимея
Тамга Ининтимея построена на основе двух, почти идентичных элементов, соединённых короткой вертикальной линией. На плитах, посвящённых победам Боспора, знак Ининтимея имел четкую геометрическую форму и выполнен тщательно.